# Коржбок (герб)
 Коржбок (пол. Korzbok, Korzbog, Cordebok, Korczbach, Korczbok) – шляхетський герб сілезького походження.

## Опис герба
У срібному (б лакитному?)полі три золоті коропи один над іншим вліво або вправо.
В клейноді три пера страуса.
Косинський і Островський повідомляють: Над шоломом в короні п'ять страусиних пір'їн.

## Найбільш ранні згадки
Найдавніша згадка про герб з'являється від 1322 року. Герб сілезького походження. Найбільш ранні польські геральдичні згадки датують герб 1464-1480 роками (Insignia seu clenodia Regis et Regni Poloniae польського історика Яна Длугоша). Зберігає інформацію про герб серед 71 найстаріших польських герби знатних у розділі: "Corczbog, que tres pisces, qui carpones vocantur, unum super alterum locatum, defert in campo rubeo. De genere Theutonico ortum habens."

## Гербовий рід
Гербом Коржбок використовують такі сім'ї: Brzozogajski, Gliński, Kamieński, Koropaski, Korzbok, Korzylecki, Kozielecki, Kozłowski, Łącki, Niegolewski, Niesiołowski, Rybałtowski, Rybieński, Rybiński, Samotworski, Saplica, Sarnowski, Solnica, Soplica, Stryjkowski, Strykowski, Suplica,Tucholski, Tuchołka, Witkiewicz, Witkowski, Zajdlicz, Zajlicz, Zawadzki, Zaydlic, Zaydlicz, Zayglic, Zeydler, Zeydlicz, Zydlicz.
Можливо, також: Karchowski, Korzebok, Kurzbach, Seydlitz, Seidlitz.